# Aranha-de-grama
A aranha-de-jardim, também conhecida como aranha-de-grama ou aranha-lobo (Lycosa erythrognatha) é uma espécie de aranha da família Lycosidae.
Possui aproximadamente 5 cm de comprimento. Apresenta coloração marrom-clara ou cinzenta, ventre negro e quelíceras com pêlos alaranjados ou avermelhados. Na parte dorsal do abdômen, há um desenho negro em forma de seta. Vivem cerca de 2 anos e meio, se alimentam de vários insetos, como: moscas, grilos, tenébrios, e entre outras espécies. A fêmea produz em média 800 ovos por período e pode morrer na 3°postura, além de carregarem filhotes nas costas até a primeira troca de pele. É bastante confundida pela população com a aranha armadeira, por também apresentar o display de defesa com patas levantadas quando são intimidadas.
Os acidentes causados pela Lycosa provocam dor discreta e transitória no local da picada. Inchaço e vermelhidão leves são descritos em menos de 20% dos casos. O tratamento, geralmente, não é necessário. Eventualmente a dor poderá ser controlada com o uso de analgésicos orais.
Até recentemente, era comum se atribuir às aranhas do gênero Lycosa os casos de araneísmo com a síndrome necrotizante-hemolítica. No entanto, hoje sabe-se que as aranhas desse gênero não causam acidentes de importância em Saúde Pública.   

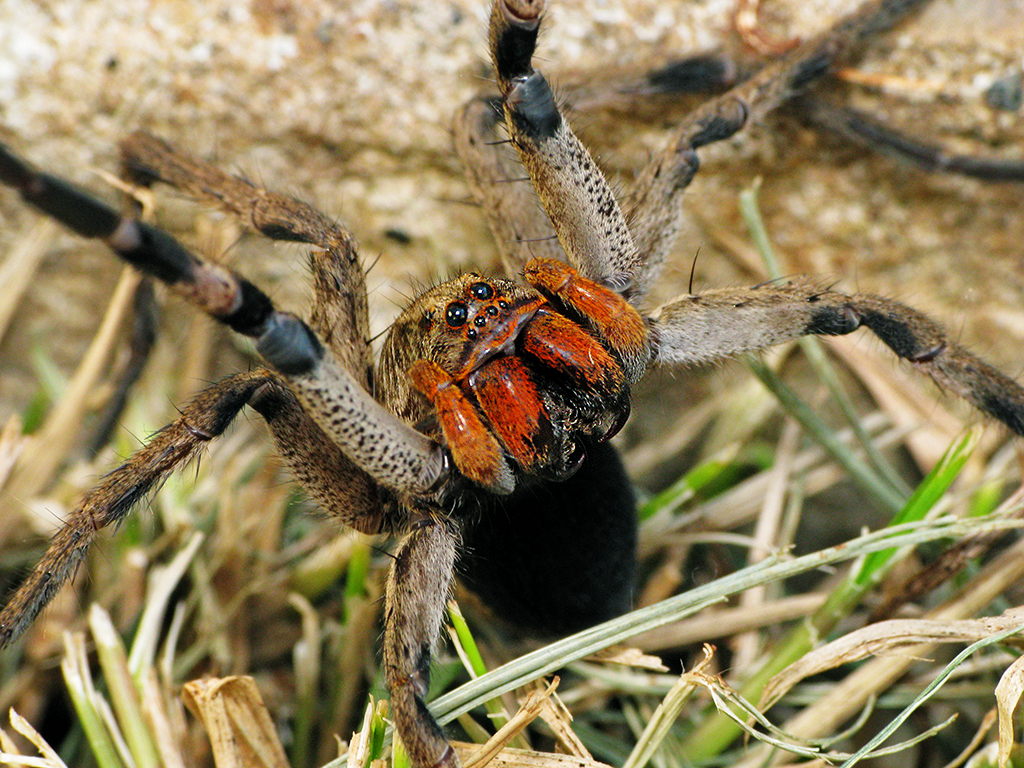
Macho sub-adulto de Lycosa erythrognatha em posição de defesa